# Аракура еквадорська
Араку́ра еквадорська (Pithys castaneus) — вид горобцеподібних птахів родини сорокушових (Thamnophilidae). Ендемік Перу.

## Поширення і екологія
Незважаючи на свою назву, еквадорські аракури мешкають на північному сході Перу, в нижній течії річок Пастаса і Морона, в регіонах Лорето і Амазонас. Вони живуть в підліску вологих тропічних лісів варільялес, що ростуть на піщаних ґрунтах, а також в лісах терра-фірме. Зустрічаються на висоті від 200 до 250 м над рівнем моря.

## Збереження
МСОП класифікує стан збереження цього виду як близький до загрозливого. За оцінками дослідників, популяція еквадорських аракур становить від 1500 до 7000 дорослих птахів. Їм загрожує знищення природного середовища.